# Johan Jacob Borelius

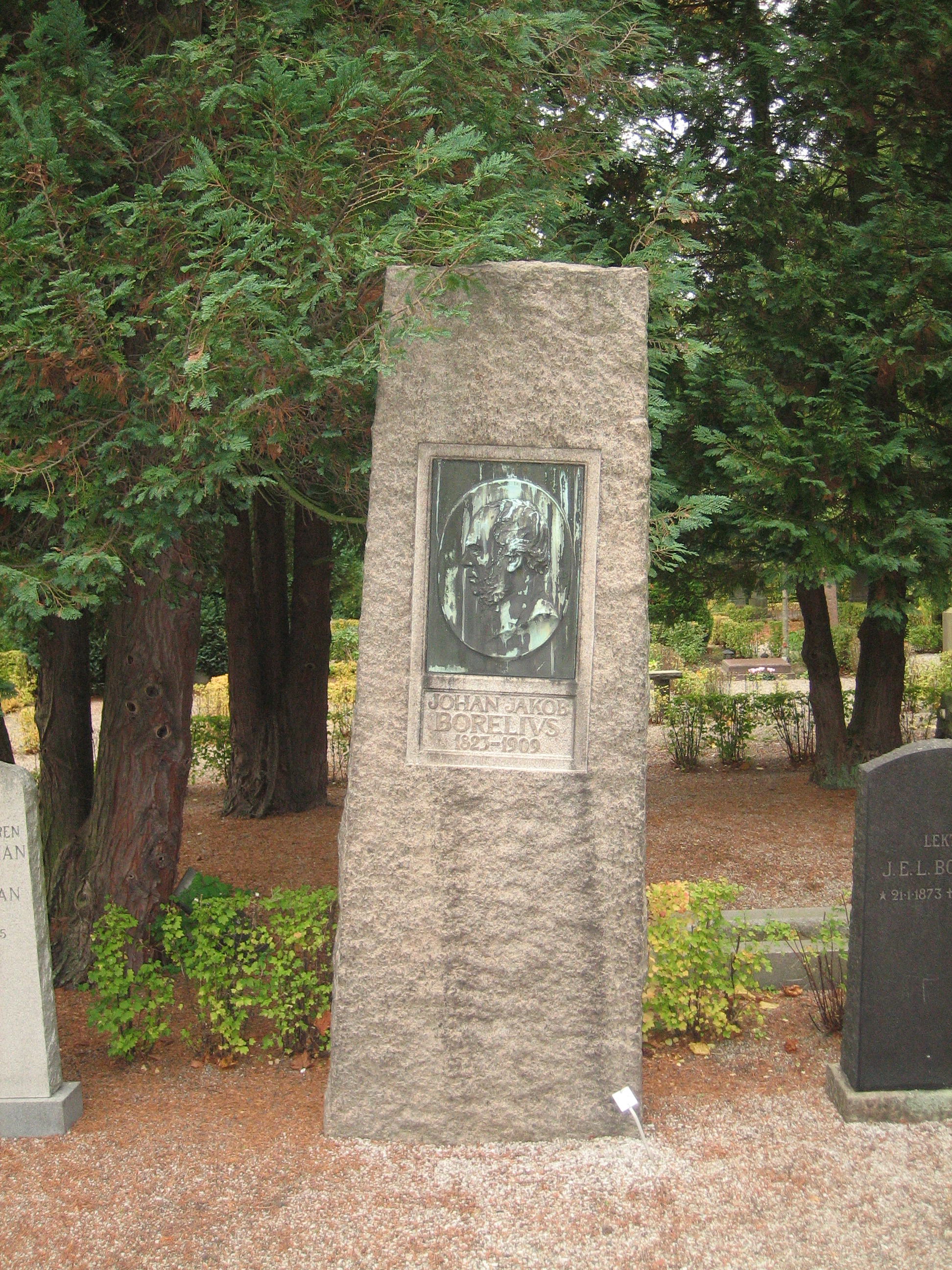
Borelii grav på Östra kyrkogården i Lund.

Johan Jacob Borelius, född 27 juli 1823 i Skinnskatteberg, död 7 januari 1909 i Lund, var en svensk filosof. 

## Biografi
Borelius var son till prosten Jacob Borelius (1772–1851) och Catharina Ulrika Böttiger (1794–1883). Han var gift med Hedvig Augusta Wilhelmina Lönbohm och far till Hilma Borelius. Bland Borelius elever kan man nämna Johan Thyrén och Hans Larsson. 
Efter att ha disputerat i Uppsala 1848 blev Borelius docent i Uppsala 1849 och lektor i Kalmar 1852. Under denna tid kom han att ta avstånd från sin tidigare lärare Christopher Jacob Boström. År 1866 blev han professor i teoretisk filosofi vid Lunds universitet. Där var han även inspektor för Kalmar nation 1890–1898. 
Borelius var en av de få svenska filosofer som anammade Friedrich Hegels filosofi. Borelius filosofiska åskådning fick sin slutliga framställning i verket Metafysik.
Bland Borelius skrifter märks I hvad afseende är Hegel pantheist? (1851), Menniskans naturlif i förhållande till det andliga lifvet (1855), Kritik öfver den boströmska filosofien (1859) samt främst Ueber den Satz des Widerspruchs und die Bedeutung der Negation (1881).
Borelius är begravd på Östra kyrkogården i Lund.